# Bruno Gollnisch
Bruno Gollnisch es un político francés, dirigente del Frente Nacional. Es nieto de Émile Flourens.

## Biografía
Estudió en el Lycée Janson de Sailly de París. 
Actualmente es eurodiputado, miembro del politburó y del comité central del Frente Nacional y consejero regional en Ródano-Alpes. 
Está casado y tiene tres hijos. Es trinieto de Edmond Gollnisch, alcalde de Sedán. Posee estudios de Derecho, estudios japoneses y malayos, Ciencias Políticas y Derecho Internacional, materia en la que ostenta un doctorado. 
Fue el líder de Identidad, Tradición y Soberanía, partido político europeo creado en enero de 2007 con veinte diputados en el Parlamento Europeo.